# Nyere tid (historisk periode)
Nyere tid eller moderne tid er en historisk periode, der omfatter tiden efter middelalderen, alternativt tiden efter renæssancen. I det første tilfælde sættes begyndelsen til omkring 1500, i den andet tilfælde omkring 1600.
Nyere tid kan underinddeles på mange måder. Det er for eksempel almindeligt at kalde perioden ca. 1500-1800 for tidlig moderne tid. For Danmarks vedkommende sætter mange reformationsåret 1536 som periodens begyndelse, mens de bruger statsbankerottens år 1813 som dens afslutning.